# Železniška postaja Pragersko
Železniška postaja Pragersko je ena večjih železniških postaj v Sloveniji, ki oskrbuje bližnje naselje Pragersko.

## Storitve
- Prodaja vozovnic
- Čakalnica
- Sanitarije
- Bar